# Euxoa vanensis
Euxoa vanensis är en fjärilsart som beskrevs av Max Wilhelm Karl Draudt 1937. Euxoa vanensis ingår i släktet Euxoa och familjen nattflyn. Inga underarter finns listade i Catalogue of Life.